# Christoph Morgenstern
Christoph Morgenstern (* 21. Juli 1979 in Villach) ist ein ehemaliger österreichischer Fußballspieler und nunmehriger -trainer.

## Karriere

### Als Spieler
Morgenstern begann seine Karriere beim SV Spittal/Drau. Zur Saison 1994/95 wechselte er zum SV Lendorf, ehe er im Jänner 1995 in die Jugend des FK Austria Wien kam. Im Jänner 1997 wechselte er zum Regionalligisten SV Rapid Lienz. Zur Saison 1999/2000 kehrte er zum Landesligisten Lendorf zurück, mit dem er zu Saisonende in die Regionalliga aufstieg.
Nach dem Aufstieg wechselte er zur Saison 2000/01 zum Zweitligisten BSV Bad Bleiberg. Sein Debüt in der zweiten Liga gab Morgenstern im Juli 2000, als er am vierten Spieltag jener Saison gegen die SV Braunau in der 86. Minute für Francisco Antonio Pavón eingewechselt wurde. In seiner ersten Saison als Profi kam er zu 21 Zweitligaeinsätzen. Im April 2002 erzielte er bei einem 4:0-Sieg gegen den SC Austria Lustenau sein erstes und einziges Tor in der zweithöchsten Spielklasse. In der Saison 2001/02 absolvierte er 25 Zweitligapartien für die Bad Bleiberger. Zur Saison 2002/03 schloss er sich dem Ligakonkurrenten FC Lustenau 07 an. In Vorarlberg kam er zu 14 Zweitligaeinsätzen.
Zur Saison 2003/04 kehrte Morgenstern zum Regionalligisten Spittal/Drau zurück, bei dem er einst seine Karriere begonnen hatte. Nach einer Spielzeit in Spittal wechselte er zur Saison 2004/05 ein drittes Mal zum SV Lendorf, der sich 2010 in FC Lendorf umbenannte. Für die Lendorfer kam er bis 2016 in über 250 Landesligaspielen zum Einsatz und machte dabei mindestens 140 Tore. Nach der Saison 2015/16 beendete er seine Karriere als Aktiver.

### Als Trainer
Nach seinem Karriereende wurde er zur Saison 2016/17 Co-Trainer von seinem Vater in Lendorf, im April 2019 übernahm er den Landesligisten selbst als Cheftrainer.

## Persönliches
Sein Vater Alois (* 1954) war Skirennläufer und später jahrelang Fußballtrainer bei Lendorf. Sein Bruder Martin (* 1982) spielte mit ihm gemeinsam bei Bad Bleiberg, Lustenau und Lendorf. Sein Cousin Thomas (* 1986) war erfolgreicher Skispringer.